# Асхапов, Магомед Шарпудинович
Магоме́д Шарпудинович Асха́пов (род. 19 ноября 1980, Шали, Чечено-Ингушская АССР, РСФСР, СССР) — российский, а затем французский боксёр и кикбоксер, мастер спорта России по боксу, мастер спорта международного класса по кикбоксингу, тренер, судья международной категории. Спортивный функционер.

## Биография
Родился 19 ноября 1980 года в Шали. Чеченец. Победитель первенства России по боксу 1992 года. Чемпион мира 2018 года по боксу по версии «World Fighters Corporation» (WFC). Чемпион России и Европы по кикбоксингу. Переехал на постоянное жительство во Францию. В 2011 году создал клуб единоборств «Wayclub» (Ницца) и стал его главным тренером. Основная масса занимающихся в клубе — его бывшие соотечественники.
Клуб создавался прежде всего как культурно-спортивная ассоциация. Помимо различных секций единоборств в клубе работали кружки национальных танцев, языка, кулинарии. Воспитанники Асхапова неоднократно становились победителями и призёрами многих международных соревнований в своих возрастных категориях. Трое его сыновей также занимаются в клубе и добились заметных успехов в соревнованиях среди своих сверстников. В 2017 году четверо представителей «Вайклуб» стали чемпионами Франции по разным видам спорта. Четыре члена «Вайклуба» завоевали на чемпионате мира по версии WFC пояса чемпионов мира.
Одним из воспитанников Асхапова является известный боец ММА Мехди Дакаев —  победитель первого розыгрыша Кубка Монако по боксу, серебряный призёр чемпионата NAGA (англ. North American Grappling Association) по грэпплингу и победитель этого же чемпионата по джиу-джитсу.
Магомед Асхапов пытался сделать клуб максимально доступным для желающих. На начальном этапе работы клуба занятия были бесплатными. Впоследствии пришлось ввести символическую плату за занятия. Кроме того, он жертвовал личные средства на нужды клуба. Благодаря его усилиям клуб стал известен по всей Франции. Клуб располагает тремя залами в Ницце, аффилирован с четырьмя французскими федерациями по разным видам единоборств. За первые семь лет работы клубом были реализованы все первоначальные спортивные и культурные цели. Помимо подготовки спортсменов, велась работа с подростками в проблемных кварталах, оказывалась помощь городской администрации в реализации социальных проектов, вайнахские дети получили помощь в сохранении национального языка и культуры, были организованы концерты известных чеченских артистов.
В знак благодарности за эту работу мэрия Ниццы отреставрировала и передала клубу новое здание спортивного института Ниццы. Теперь Асхапов хочет вывести клуб на новый уровень. Проводится реорганизация клуба, в состав дирекции вводятся новые люди. В 2018 году клуб был переименован в «Legion Nice», а с 2021 года называется "Théagène" (Теаген).
"Théagène" является единственным клубом, аффилированным с созданной в 2020 году Французской Федерацией ММА. Представитель клуба "Théagène" Мурад Алиев был участником Олимпийских игр-2020 в Токио. 
Магомед Асхапов состоит в Совете директоров Международной федерации WAPSAC (англ. World Association of Professional Savate & Chauss fight). Судит соревнования по боксу, кикбоксингу, шоссфайту. Первый дипломированный тренер по ММА в Ницце. Является автором книги "Квадрат на сердце", которая готовится к выпуску в 2023 году.
Будучи в возрасте около 40 лет, после 10-летнего перерыва в тренировках, Асхапов подал заявку на участие в чемпионате мира по боксу по версии «World Fighters Corporation» (WFC). По его словам, он несколько раз говорил своим ученикам, что мог бы выиграть крупный турнир, а так как всю жизнь привык держать слово, то решил выйти на ринг и выполнить обещание. После короткой, но интенсивной подготовки в ноябре 2018 года на чемпионате мира в Милане он добился поставленной цели.